# 赤石光生
赤石光生（日语：／ Akaishi Kosei，1965年2月26日—），日本男子摔跤运动员。他曾代表日本参加1984年、1988年和1992年夏季奥林匹克运动会摔跤比赛，获得一枚银牌和一枚铜牌。他也曾参加1986年和1990年亚洲运动会。